# 金武地区消防衛生組合
金武地区消防衛生組合（きんちくしょうぼうえいせいくみあい）は、沖縄県金武町、恩納村、宜野座村の1町2村で構成する一部事務組合。

## 共同事務
- 消防に関する事務
- 金武町、宜野座村の廃棄物処理に関する事務

## 施設
- 消防本部・金武消防署 - 〒904-1294 沖縄県国頭郡金武町金武7745
- 恩納分遣所 - 〒904-0411 沖縄県国頭郡恩納村恩納7604-9
- 宜野座分遣所 - 〒904-1303 沖縄県国頭郡宜野座村惣慶1772-5
- 金武地区清掃センター - 〒904-1304 沖縄県国頭郡漢那2536-23

## 管内の現況
管内の人口 - 27,944人
- 金武町 - 11,268人
- 恩納村 - 10,887人
- 宜野座村 - 5,789人

2019年（令和元年）8月1日現在
管内の世帯数 - 11,594世帯
- 金武町 - 4,847世帯
- 恩納村 - 4,520世帯
- 宜野座村 - 2,227世帯

2019年（令和元年）8月1日
管内の面積 - 119.97 km2
- 金武町 - 37.84 km2
- 恩納村 - 50.83 km2
- 宜野座村 - 31.30 km2

2018年（平成30年）10月1日現在

## 常備消防
金武地区消防衛生組合消防本部（きんちくしょうぼうえいせいくみあい）は、金武町、恩納村、宜野座村の1町2村を管轄する消防部局（消防本部）。

### 組織
消防職員の数は、2017年（平成29年）4月1日現在、61人である。
- 消防長（消防司令長）
  - 総務課
  - 予防課
  - 警防課
  - 消防署
    - 恩納分遣所
    - 宜野座分遣所